# Emiratos Árabes Unidos en los Juegos Olímpicos de París 2024
Los Emiratos Árabes Unidos estuvieron representados en los Juegos Olímpicos de París 2024 por trece deportistas, nueve hombres y cuatro mujeres, que compitieron en cinco deportes.
Los portadores de la bandera en la ceremonia de apertura fueron el jinete Omar Al Marzuqui y la ciclista Safia Al-Sayeg. El equipo olímpico emiratí no obtuvo ninguna medalla en estos Juegos.